# Swintonia robinsonii
Espèce
Classification phylogénétique
Statut de conservation UICN

 LC  : Préoccupation mineure
Swintonia robinsonii est une espèce d'arbres de la famille des Anacardiaceae originaire de la Péninsule Malaise

## Répartition
Endémique aux pentes montagneuses du Kelantan, Terengganu et du Pahang.

## Préservation
Cette espèce n'était pas considérée comme menacée en 1998.